# Dosima fascicularis
Dosima fascicularis är en kräftdjursart som först beskrevs av Ellis och Daniel Solander 1786.  Dosima fascicularis ingår i släktet Dosima och familjen Lepadidae. Inga underarter finns listade i Catalogue of Life.